# Egyptische supercup
De Egyptische Supercup is een beker van de Egyptische Voetbalbond. De winnaar van de Egyptische Premier League en de winnaar van de Egyptische Beker komen in aanmerking voor de prijs. Wint de winnaar van de Premier League ook de beker dan spelen ze tegen de nummer twee van de competitie.

## Winnaars en finalisten
| Jaar | Winnaar              | Goals                               | Score          | Goals                         | Finalist             |
| ---- | -------------------- | ----------------------------------- | -------------- | ----------------------------- | -------------------- |
| 2010 | Al-Ahly              | Mohamed Aboutrika 61'               | 1 - 0          |                               | Haras El Hodood      |
| 2009 | Haras El Hodood      | Ahmed Meky 5' Ahmed Abdel-Ghani 58' | 2 - 0          |                               | Al-Ahly              |
| 2008 | Al-Ahly              | Ahmed Hassan 46' Moataz Eno 89'     | 2 - 0          |                               | El Zamalek           |
| 2007 | Al-Ahly              | Shady Mohamed 44' (pen)             | 1 - 1 (4–2 pk) | Mohamed Homos 33'             | Al-Ismaily           |
| 2006 | Al-Ahly              | Mohamed Aboutrika 90'+2             | 1 - 0          |                               | ENPPI                |
| 2005 | Al-Ahly              | Wael Gomaa 93' (aet)                | 1 - 0          |                               | ENPPI                |
| 2004 | Al-Mokawloon al-Arab |                                     | 4 - 2          |                               | Al-Zamalek           |
| 2003 | Al-Ahly              |                                     | 0 - 0 (3–1 pk) |                               | Al-Zamalek           |
| 2002 | Al-Zamalek           | Osama Nabih 119' (aet)              | 1 - 0          |                               | Al-Mokawloon al-Arab |
| 2001 | Al-Zamalek           | Hazem Emam Hossam Hassan 117' (aet) | 2 - 1          | Mohamed Mahrous Al Etrawy 77' | Ghazl El-Mehalla     |